# Kovács F. László
Kovács F. László (Tényő, 1942. április 12. –) okleveles vegyészmérnök, mérnök–közgazdász, aki 1971-től a Borsodi Vegyi Kombinát, 1991-től a jogutód BorsodChem Részvénytársaság alkalmazottja. 1991. szeptember 1-jétől 2006. április 12-ig a BorsodChem Rt. sikeres vezérigazgatója volt. Kazincbarcika Város Díszpolgára.

## Élete
A dunántúli Tényőn született 1942. április 12-én. Édesapja bognár volt, de az államosításkor asztalosként helyezkedett el Győrben. 1952-ben a család Pannonhalmára költözött. 1956-tól 1960-ig a bencés gimnáziumban tanult. Ezután két évig a Győri Vagon- és Gépgyárban targoncavezetőként dolgozott. 1962-től a Veszprémi Egyetemen tanult. 1967-től a Magyar Ásványolaj és Földgáz Kísérleti Intézetének munkatársa lett, közben egy rövid időt az NDK-ban töltött.
1971-ben került Kazincbarcikára a BVK-hoz, ahol csoportvezető fejlesztőmérnökként dolgozott. Ekkoriban Berentén lakott (a Gagarin utcában), két év múlva a városba költözött. A PVC III. indulásakor - 1973-ban - létesítmény-főmérnök, majd beruházási főosztályvezető-helyettes később ugyanott főosztályvezető. A hetvenes évek végén a kereskedelmi osztály vezetését bízták rá, itt igazgató 1988-ig.
Ekkor nézeteltérésbe került a kombinát akkori vezérigazgatójával, ezért a kereskedelmi igazgatói posztról felmentették. Miskolcon, egy műanyag-feldolgozó vállalat igazgatója lett. 1991. szeptember 1-jétől az Állami Vagyonügynökség megbízásából biztosként visszakerült a Borsodi Vegyi Kombináthoz. A céget részvénytársasággá alakította, kivezette a válságból, kitalálta és bevezette a piacra a BorsodChem nevet. 1992-től a társaság vezérigazgatója, a társaságot közel 15 évig irányította. 2006. április 12-től tanácsadóként segítette a BorsodChem Rt. működését.
2008-tól az Ongropack Kft. főtulajdonosa.

## Elismerései
- Eötvös Loránd-díj (1995)
- Aschner Lipót-díj (menedzser) (1998)
- 2004-ben Kazincbarcika díszpolgárává választották.
- Gábor Dénes-díj (Novofer) (2005)[4]
- Szirmay-díj (2019)[5]